# Campeonato Mundial de Ciclismo en Ruta de 1977
Los Campeonatos del mundo de ciclismo en ruta de 1977 se celebró en el circuito venezolano de San Cristóbal del 22 al 27 de agosto de 1977. 

## Resultados
| Evento                     | Oro                                                                              | Oro        | Plata                                                                     | Plata    | Bronce                                                                          | Bronce   |
| -------------------------- | -------------------------------------------------------------------------------- | ---------- | ------------------------------------------------------------------------- | -------- | ------------------------------------------------------------------------------- | -------- |
| Pruebas masculinas         |                                                                                  |            |                                                                           |          |                                                                                 |          |
| Hombres - carrera en línea | Francesco Moser · Italia                                                         | 6.36'24"   | Dietrich Thurau Alemania Occidental                                       | m.t.     | Franco Bitossi · Italia                                                         | + 1' 19" |
| Contrerreloj por equipos   | Unión Soviética Valery Chaplygin Aavo Pikkuus Vladimir Kaminski Anatoli Chukanov | 4h 21' 15" | Italia · Mirko Bernardi · Mauro De Pellegrin · Vito Da Ros · Dino Porrini | m.t.     | Polonia · Tadeusz Mytnik · Mieczyslaw Nowicki · Stanisław Szozda · Czesław Lang | + 6"     |
| Amateur - carrera en línea | Claudio Corti · Italia                                                           | 4h 21' 15" | Sergueï Morozov Unión Soviética                                           | m.t.     | Salvatore Maccali · Italia                                                      | m.t.     |
| Pruebas femeninas          |                                                                                  |            |                                                                           |          |                                                                                 |          |
| Mujeres - carrera en línea | Josiane Bost Francia                                                             | 1h 22' 41" | Connie Carpenter Estados Unidos                                           | + 1' 48" | Minnie Brinkhof · Países Bajos                                                  | m.t.     |